# Johann Kunckel
Johann Kunckel ( Hütten, Alemania, 1630 – Estocolmo, 1703) fue un alquimista alemán dedicado a la química experimental. En 1693 fue nombrado Johann Kunckel von Löwenstern por el rey sueco, Carlos XI. Entre sus investigaciones se destaca la preparación de fósforo blanco, y su gran dedicación a la manufactura de vidrios.

## Historia
Desde pequeño, Johannes Kunckel trabajó junto a farmacéuticos, y además para su padre alquimista, el cual era fabricante de vidrios en la corte de Holstein. A partir de entonces, Kunckel dedicó su vida a la alquimia. En 1659, Johann trabajó en una botica como químico y boticario de los duques de Lauenburgo. Sus experimentos se centraron en metales, dándole una especial dedicación al fósforo, elemento que logró conseguir a partir de una pista dada por Hennig Brandt, quien lo habría descubierto en 1669. Su experimento consistió en evaporar orina hasta que quedó un líquido viscoso. Luego de dejarlo reposar por un tiempo, el residuo negro que se formó fue evaporado, calentado y destilado en una retorta. Kunckel publicó sus experimentos, dando a conocer varias propiedades del fósforo Más tarde, pasó al servicio de Juan Jorge II, Elector de Sajonia, quien le puso a cargo del laboratorio real en Dresde, donde afirmó haber extraído mercurio de varios metales y transmutado el mercurio en oro. Tuvo un asistente llamado Christoph Grummet, el cual, en ausencia de Kunckel, afirmó haber obtenido oro a partir de plata.
A raíz de ciertas intrigas en su contra le obligan a renunciar a este cargo en 1677, y durante un tiempo dicta clases de química en Annaberg y Wittenberg.
Es invitado a Berlín por Federico Guillermo, y en 1679 es designado director del laboratorio y talleres de vidrio de Brandenburgo. Federico Guillermo era un amante de los objetos bellos, por lo que recibió y patrocinó a Kunckel con gusto. Allí, Johann Kunckel se dedicó totalmente a la manufactura de vidrios, especialmente a su coloración, creando su obra más famosa “Ars Vitraria Experiment oder vollkommene Glasmacher-Kunst”. En este libro se citan formas para la creación de vidrios y lozas, su manufactura, propiedades y coloraciones. Dentro de su obra, también se encuentra parte de las investigaciones de Antonio Neri, y de Cristóbal Merret.
“Ars Vitraria” contiene 100 experimentos de Kunckel sobre calcinación, fundición y coloración de vidrios; 60 sobre la creación y pintado de loza al estilo holandés; y 50 sobre la formación de figuras de plata, entre otros. Hay recetas sobre cómo pintar vidrios amarillos a partir de sulfuro de plata y antimonio, cómo barnizar y sellar en cera, etc. Descubrió que se puede colorear rojos los cristales con salitre, si éste contenía manganeso. Una de las recetas más importantes dejadas en el libro, fue la creación de cristalería color rojo rubí.
Como cualquier alquimista, Johann Kunckel creía en la Piedra filosofal, aunque dijo no haber podido obtenerla nunca. Estaba en contra de la teoría del alkahest de Jan Baptista van Helmont y Paracelso, ya que «Si realmente disuelve todo, también debería disolver el recipiente que lo contuviese». Creía en la teoría de que en todo los metales existía mercurio, aunque dudaba su existencia en plantas y animales. Además, decía que los metales eran generados por la tierra debido a una combinación entre agua y la “esperma universal”, una materia viscosa, la que ahora se conoce como sulfuro.
En 1688 muere Federico Guillermo, dejando a Kunckel sin apoyo económico. Es acusado por malversación de dinero, debiendo pagar una fuerte multa. Luego de que un incendio accidental destruyera el laboratorio de Brandenburgo en 1689, Kunckel viaja a Suecia como un hombre pobre en dinero, pero rico en conocimiento. Esto no pasó desapercibido por el rey Carlos XI de Suecia, quien le lleva a Estocolmo, y en 1693 le confiere estatus de noble con el nombre de von Löwenstern-Kunckel, nombrándole miembro del Bergskollegium (el Consejo de Minas).
Johann Kunckel falleció probablemente el 20 de marzo de 1703 en un viaje por Estocolmo, por lo que no se sabe dónde murió exactamente, ni dónde fue sepultado. (Otras fuentes indican que habría fallecido el año previo en Dreissighufen, en su casa de campo cerca de Prenden, Alemania).

## Trabajos
Kunkel comparte junto con Boyle el honor de haber descubierto el secreto del proceso mediante el cual Hennig Brand de Hamburgo había preparado fósforo en 1669, y descubre cómo fabricar rubí artificial (vidrio rojo) mediante el agregado de Púrpura de Cassius. Sus trabajos también comprenden observaciones sobre putrefacción y fermentación, a los que se refiere como fenómenos "hermanos", sobre la naturaleza de las sales y sobre la preparación de metales puros. Aunque trabajó en el ámbito de la alquimia, no adheria a la idea del alkahest o solvente universal, y denunció el accionar de estafadores que sostenían haber transmutado metales (aunque esto no significa que no creyera en la transmutación; por ejemplo en su obra "Confirmación Experimental de Filosofía Química" afirma haber logrado por lo menos tres transmutaciones diferentes), creía que el mercurio era un ingrediente de todos los metales y los metales pesados, aunque sostuvo que no existían pruebas de la presencia de "sulphur comburens".

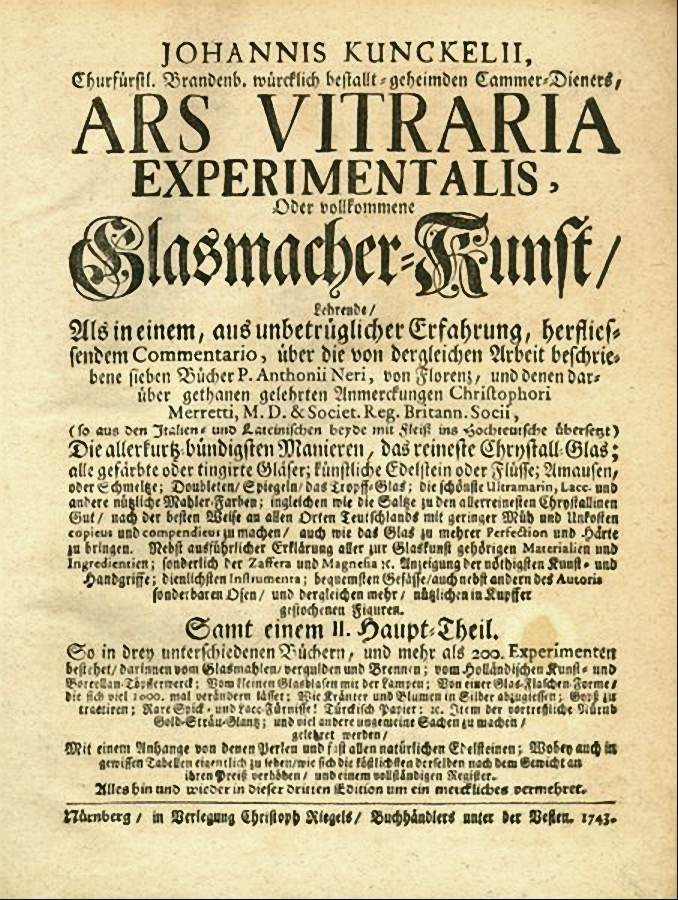
Ars Vitraria Experimentalis.

## Obras
- Ars Vitraria Experimentalis, oder Vollkommene Glasmacherkunst. Leipzig 1679, 1689, 1743, 1785
- Nützliche Observationes oder Anmerkung Von den fixen und flüchtigen Salzen, Auro und Argento potabili …, 1676 (lat. 1678)
- Oeffentliche Zuschrift, Von der Phosphoro mirabeli und dessen leuchtende Wunder-Pilulen …, 1678
- Von den Principiis Chymicis, Salibus Acidis und Alcalibus, Fixis und Volatilibus …, 1677
- Epistola contra Spiritum Vini sine Acido…, 1684
- Chymnischer Probierstein de Acido & Urinoso, Sale Caldido & Frigido contra Herrn Dr. Voigts Spiritus Vini Vindicatum, 1684
- (Sammelband) Fünf Curiose Chymische Tractätlein. Frankfurt/M. u. Leipzig 1721 (enthält bereits angeführte Werke)
- Curieuse Kunst- und Werck-Schul. 2 Tle., Nürnberg 1696; erw. Ausg. u.d.T. Wider neu aufgerichtete … Kunst- und Werck-Schul, 2 Tle., Nürnberg 1705–07
- Laboratorium chymicum (1716).

## Literatura

### No Ficción / Ciencia
- L. Kuhnert. Johann Kunckel – Die Erfindung der Nanotechnologie in Berlin. Berlin 2008, 363 pp. ISBN 978-3000233791 (lanzamiento oficial del libro (enlace roto disponible en Internet Archive; véase el historial, la primera versión y la última).)
- Gerhard Dünnhaupt. Johann Kunckel (1630–1703). En: Personalbibliographien zu den Drucken des Barock, vol. 4, Hiersemann, Stuttgart 1991, pp. 2470–78. ISBN 3-7772-9122-6 (referencias)
- H. G. Rau. Das Glaslaboratorium Johann Kunckels auf der Pfaueninsel. In: Ausgrabungen in Berlin 3, 1972, pp. 148-171
- Gerhard Schulze: Kunckels Glaslaboratorium. En: Med.-hist. Journal 11, 1976, pp. 149–156
- Franz Strunz: Johann Kunckel, ein Alchymist aus dem Zeitalter des Grossen Kurfürsten. En: Monatshefte der Comenius-Gesellschaft 11, 1902

### Libros para niños / Ficción
- Gotthold Gloger. Rot wie Rubin. Das abenteuerliche Leben des deutschen Glaskünstlers Johann Kunckel. Berlin 1961 (de nuevo en 1973 bajo el título Abenteuer des Johann Kunckel )
- Friedrich Axmann (ggf. Pseudonym Karl Mays): Das Testament des großen Kurfürsten. In: Deutsches Familienblatt, 2. Jahrgang (1876/1877). Anmerkung: Ineinem der Handlungsstränge dieses Kolportageromans geht es um die geheimnisvolle Werkstatt des Alchemisten Kunckel auf dem Pfauenwerder in Berlin.
- J.R. Partington. “A History of Chemistry” Vol II – Macmillan & Co. Ltd. Londres 1961